# Artabotrys blumei
Artabotrys blumei este o specie de plante angiosperme din genul Artabotrys, familia Annonaceae, descrisă de Joseph Dalton Hooker și Thomas Thomson. Conform Catalogue of Life specia Artabotrys blumei nu are subspecii cunoscute.